# Сатерн-рок
Сатерн-рок или саузерн-рок (англ. Southern rock — южный рок) — поджанр рок-музыки, возникший на юге США, был популярен в 1970-х. Истоки рок-музыки лежат в основном в музыке исполнителей юга США. В частности, Элвис Пресли, Литтл Ричард, Бо Диддли, Джерри Ли Льюис и многие другие рок-н-ролл-исполнители были родом с юга США. Грегг Оллман, один из братьев The Allman Brothers Band, высказался по этому поводу в фильме The History of Rock 'n' Roll, что термин «южный рок» является излишним, так как это всё равно, что сказать «роковый рок». Тем не менее известно, что сатерн-рок развился из тяжёлого блюз-рока конца 1960-х, испытав влияния кантри-музыки.
 
Жанр характеризуется близостью к хард-року, он сфокусирован на электрогитаре и насыщен длинными гитарными пассажами.

## История
Первая сатерн-рок-группа The Allman Brothers Band дебютировала в 1969 году. Они издавались на Capricorn Records, как и некоторые другие представители жанра — Marshall Tucker Band, Wet Willie, Grinderswitch и Elvin Bishop Band, все эти группы, как и сами The Allman Brothers Band, родом из южных штатов Америки. Помимо групп с Capricorn Records, были ещё Barefoot Jerry, а также Charlie Daniels с хитом 1975 года «The South’s Gonna Do It».
В начале 70-х на юге США возникла также другая волна хард-роковых групп, игравших быстрее и тяжелее. Наиболее успешными из них были Lynyrd Skynyrd, авторы хита «Sweet Home Alabama». Другими важными представителями были Creedence Clearwater Revival, ZZ Top, .38 Special, Outlaws, Molly Hatchet, Blackfoot, Thunderhead, Point Blank, Black Oak Arkansas, Edgar Winter Group и прочие.
К началу 80-х Allman Brothers и Lynyrd Skynyrd распались, а Capricorn Records стал банкротом. К тому же появление MTV, новой волны и глэм-рока окончательно отодвинуло сатерн-рок на задний план. Хоть и некоторые группы добились определенного успеха в 1980-х (например, Georgia Satellites), основное возрождение жанра произошло в 90-х, когда Allman Brothers и Lynyrd Skynyrd возобновили свою деятельность. Интерес к жанру стал возрастать. Несколько метал-групп юга США, такие как Eyehategod, Acid Bath, Soilent Green, Corrosion of Conformity и Down, под влиянием Melvins, смешали звучание дум-метала, хардкор-панка и сатерн-рока, разработав таким образом сладж-метал.

## Представители
Журнал Classic Rock опубликовал список из 5 самых важных альбомов сатерн-рока:
- The Allman Brothers Band – Eat A Peach (1972)
- Lynyrd Skynyrd – (Pronounced ’Lĕh-’nérd ’Skin-’nérd) (1973)
- ZZ Top – Tres Hombres (1973)
- Molly Hatchet – Flirtin’ with Disaster (1979)
- Drive-By Truckers – Decoration Day (2003)